# Communauté de communes des villages solidaires
La communauté de communes des villages solidaires est une communauté de communes française, située dans le département du Pas-de-Calais et la région Hauts-de-France, arrondissement d'Arras, qui est constituée en 1998 et disparaît en 2007.

## Composition
Elle est composée des communes suivantes :
1. Barly
2. Bavincourt
3. Beaudricourt
4. Beaufort-Blavincourt
5. Berlencourt-le-Cauroy
6. Canettemont
7. Coullemont
8. Couturelle
9. Denier
10. Estrée-Wamin
11. Givenchy-le-Noble
12. Grand-Rullecourt
13. Houvin-Houvigneul
14. Ivergny
15. Le Souich
16. Liencourt
17. Lignereuil
18. Magnicourt-sur-Canche
19. Rebreuve-sur-Canche
20. Rebreuviette
21. Sars-le-Bois
22. Saulty
23. Sombrin
24. Sus-Saint-Léger
25. Warluzel

## Historique
Le 1er janvier 2008, la communauté de communes du canton de Pas-en-Artois et celle des villages solidaires ont fusionné pour donner naissance à la communauté de communes des Deux Sources.

## Pour approfondir